# Миограмма
Миограмма (электромиограмма, ЭМГ; от лат. myogram) — запись электрических сигналов, полученных в результате регистрации мышечных сокращений.

## Способы регистрации
Первоначально электрические сигналы, снятые с поверхности кожи с помощью специальных датчиков, регистрировались с помощью чувствительных гальванометров.
Однако такая система регистрации не давала возможности следить за процессом изменения потенциалов в динамике. Поэтому появились более сложные системы регистрации с помощью бумажных самописцев и на экранах осциллографов.